# Либкнехт, Отто
Август Вильгельм Отто Эдуард Либкнехт (нем. August Wilhelm Otto Eduard Liebknecht; 13 января 1876, Лейпциг — 21 июня 1949, Потсдам) — немецкий химик. 

## Биография
Профессор органической химии в Берлинском университете имени Гумбольдта. 
Разработал успешный метод получения пербората натрия, используемого в качестве отбеливателя. Как главный химик компании Degussa Либкнехт получил в общей сложности 58 патентов на различные синтетические вещества.
Сын Вильгельма Либкнехта и брат Карла и Теодора Либкнехтов.
Скончался в возрасте 73 лет от рака.